# Ръсел Хълс
Ръсел Алън Хълс (на английски: Russell Alan Hulse) е американски физик, носител на Нобелова награда по физика за 1993 г. Заедно с ръководителя на докторската си дисертация, Джоузеф Тейлър, открива първия двоен пулсар, благодарение на който са извършени точни измервания на ефектите, предсказани от общата теория на относителността.

## Биография
Роден е на 28 ноември 1950 г. в Ню Йорк, САЩ. Завършва природоматематическата гимназия на Бронкс, след което учи в Университета на Масачузетс в Амхърст, където през 1975 г. защитава докторска дисертация.
Заедно с Джоузеф Тейлър работи върху широкомащабен обзор на радиоизточниците в обсерваторията Асерибо в Пуерто Рико. През 1974 г. откриват първия пулсар в двойна система, PSR B1913+16. Благодарение на наблюденията, извършени на тази двойна система, учените доказват съществуването на гравитационни вълни, при чието излъчване телата губят енергия. Този ефект е точно предсказан от общата теория на относителността, представена от Айнщайн през 1915 г.
В следващите години Хълс е последователно професор в Принстън и Тексаския университет в Далас.